# Gobierno de César Gaviria Trujillo
El gobierno de César Gaviria inició el 7 de agosto de 1990 y finalizó el 7 de agosto de 1994, su predecesor fue el gobierno de Virgilio Barco Vargas y su sucesor fue el gobierno de Ernesto Samper.

## Llegada al poder
Gaviria renunció al gabinete del presidente Virgilio Barco para asumir como Jefe de Debate del precandidato liberal Luis Carlos Galán Sarmiento. Cuando Galán fue asesinado el 18 de agosto de 1989, su hijo Juan Manuel Galán pidió a Gaviria continuar con las banderas del Nuevo Liberalismo, a pesar de que Gaviria se había involucrado al galanismo apenas unos meses atrás. 
El 11 de marzo de 1990, Gaviria logró una contundente victoria sobre Hernando Durán Dussán y Ernesto Samper (que finalizaron prácticamente empatados) gracias al sentimiento de dolor y rabia generado en la ciudadanía por el asesinato.
Al ganar la consulta interna del Partido Liberal ante rivales como Hernando Durán Dussán y Ernesto Samper, Gaviria derrotó en la elección presidencial a los candidatos Álvaro Gómez Hurtado del Movimiento de Salvación Nacional, Antonio Navarro Wolff de la Alianza Democrática M-19 y Rodrigo Lloreda Caicedo del Partido Social Conservador. 
Fue una contienda electoral manchada por la violencia promovida por narcotraficantes, que cobró la vida, además de la de Galán, de los candidatos presidenciales de izquierda Carlos Pizarro Leongómez y Bernardo Jaramillo Ossa y en la que el propio Gaviria fue amenazado de muerte por Pablo Escobar. Según algunas versiones, pudo ser objeto del atentado que el 27 de noviembre de 1989 derribó sobre Soacha, Cundinamarca, el vuelo 203 de Avianca, causando la muerte de sus 107 ocupantes, pues estaba previsto que también él tomase ese vuelo y solo a última hora canceló el viaje. Anecdóticamente a causa del hecho algunos analistas le han dado el sobrenombre del "guaquero" puesto que encontró la presidencia en un entierro.
Los resultados de la elección presidencial fueron:
- César Gaviria Trujillo - Partido Liberal Colombiano: 2,891.808 votos.
- Álvaro Gómez Hurtado - Movimiento de Salvación Nacional: 1,433.913 votos.
- Antonio Navarro Wolff - Alianza Democrática M-19: 754.740 votos.
- Rodrigo Lloreda Caicedo - Partido Conservador Colombiano: 735.374

## Gabinete ministerial
| Ministerio                                         | Imagen | Nombre                         | Partido         | Periodo                                    |
| -------------------------------------------------- | ------ | ------------------------------ | --------------- | ------------------------------------------ |
| Designado Presidencial                             |        | Luis Fernando Jaramillo        |                 | 1990-1992                                  |
| Designado Presidencial                             |        | Humberto de la Calle           | Partido Liberal | 1992-1993                                  |
| Designado Presidencial                             |        | Juan Manuel Santos             | Partido Liberal | 1993-1994                                  |
| Ministro de Gobierno                               |        | Julio César Sánchez            |                 | 1990-1991                                  |
| Ministro de Gobierno                               |        | Humberto de la Calle           | Partido Liberal | 1991-1993                                  |
| Ministro de Gobierno                               |        | Fabio Villegas                 |                 | 12 de enero de 1993-7 de agosto de 1994    |
| Ministro de Hacienda y Crédito Público             |        | Rudolf Hommes                  |                 | 7 de agosto de 1990-7 de agosto de 1994    |
| Ministro de Defensa                                |        | General Óscar Botero Restrepo  | Independiente   | 1990-1991                                  |
| Ministro de Defensa                                |        | Rafael Pardo Rueda             |                 | 7 de agosto de 1991-7 de agosto de 1994    |
| Ministro de Educación                              |        | Alfonso Valdivieso Sarmiento   |                 | 1990-1991                                  |
| Ministro de Educación                              |        | Carlos Holmes Trujillo         |                 | 1991-1993                                  |
| Ministro de Educación                              |        | Maruja Pachón                  |                 | 1993-1994                                  |
| Ministro de Desarrollo Económico                   |        | Ernesto Samper Pizano          |                 | 1990-1992                                  |
| Ministro de Desarrollo Económico                   |        | Luis Alberto Moreno            |                 | 22 de julio de 1992-1994                   |
| Ministro de Desarrollo Económico                   |        | Mauricio Cárdenas Santamaría   |                 | 18 de enero-7 de agosto de 1994            |
| Ministro de Minas y Energía                        |        | Luis Fernando Vergara          |                 | 1990-1991                                  |
| Ministro de Minas y Energía                        |        | Juan Camilo Restrepo           |                 | 1991-1992                                  |
| Ministro de Minas y Energía                        |        | Guido Nule Amín                |                 | 1992-1994                                  |
| Ministro de Relaciones Exteriores                  |        | Luis Fernando Jaramillo        |                 | 1990-1991                                  |
| Ministro de Relaciones Exteriores                  |        | Noemí Sanín Posada             |                 | 9 de noviembre de 1991-7 de agosto de 1994 |
| Ministerio de Comercio Exterior (Nuevo Ministerio) |        | Juan Manuel Santos Calderón    |                 | 16 de enero de 1991-1994                   |
| Ministro de Obras Públicas y Transporte            |        | Juan Felipe Gaviria            |                 | 1990-1992                                  |
| Ministro de Obras Públicas y Transporte            |        | Jorge Bendeck Olivella         |                 | 1992-1994                                  |
| Ministro de Salud                                  |        | Antonio Navarro Wolff          |                 | 1990-1992                                  |
| Ministro de Salud                                  |        | Camilo González Posso          |                 | enero-noviembre de 1992                    |
| Ministro de Salud                                  |        | Juan Luis Londoño              |                 | 30 de noviembre de 1992-1994               |
| Ministro de Trabajo y Previsión Social             |        | Francisco Posada               |                 | 1990-1992                                  |
| Ministro de Trabajo y Previsión Social             |        | Gerardo Hernández              |                 | encargado 1992                             |
| Ministro de Trabajo y Previsión Social             |        | Luis Fernando Ramírez          |                 | 4 de julio de 1992-1994                    |
| Ministro de Trabajo y Previsión Social             |        | José Elías Melo Acosta         |                 | 24 de marzo-agosto de 1994                 |
| Ministro de Comunicaciones                         |        | Alberto Casas Santamaría       |                 | 1990-1991                                  |
| Ministro de Comunicaciones                         |        | Mauricio Vargas Linares        |                 | octubre de 1991-1992                       |
| Ministro de Comunicaciones                         |        | Guido Nule Amín                |                 | 8 de mayo de 1992-1993                     |
| Ministro de Comunicaciones                         |        | William Jaramillo Gómez        |                 | 1993-1994                                  |
| Ministra de Agricultura                            |        | María del Rosario Síntes Ulloa |                 | 1990-1991                                  |
| Ministra de Agricultura                            |        | Alfonso López Caballero        |                 | 1992-1993                                  |
| Ministra de Agricultura                            |        | José Antonio Ocampo            |                 | 1993-1994                                  |
| Ministro de Justicia                               |        | Jaime Giraldo Ángel            |                 | 1990-1991                                  |
| Ministro de Justicia                               |        | Fernando Carrillo Flórez       |                 | 1991-1992                                  |
| Ministro de Justicia                               |        | Andrés González Díaz           |                 | 1992-1994                                  |

## Asamblea Nacional Constituyente

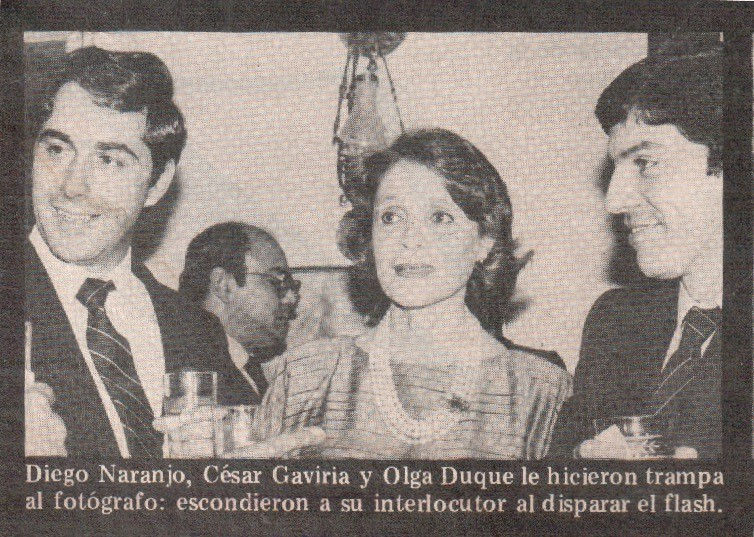
Gaviria al lado de Olga Duque de Ospina

Las elecciones para los delegatarios a la Asamblea Constituyente fueron el 9 de diciembre de 1990. La Asamblea Nacional Constituyente, reunida el 4 de julio de 1991, a menos de un año de que Gaviria cumpliera su primer año como presidente, logró la redacción de la nueva Constitución Política de Colombia, que incluyó mecanismos nuevos para la protección de los derechos humanos, como la Defensoría del Pueblo y la Acción de Tutela, dentro de un conjunto de reformas que abrían espacios a formas de participación democrática, además de la reforma de la justicia, los estados de excepción, el Artículo 8 Transitorio, y el estatus de las Fuerzas Militares. Durante las sesiones, el gobierno estuvo representado por el ministro de Gobierno de Gaviria, Humberto de la Calle.
La Constitución reformó la Rama Judicial, dándole potestad al presidente para nombrar al fiscal general de la Nación (art. 249), al representante de la Sala Jurisdiccional del Consejo Superior de la Judicatura (art. 256) y al de la Corte Constitucional (art. 239). La constitución adoptó el sistema acusatorio para sustituir el sistema inquisitivo, otorgando poderes a la figura del fiscal general. Se cambiaron las normas de los Estados de Excepción (art. 212-215) y la Ley Estatutaria (Ley 137 de 1994) y el "Estado de Conmoción Interior".

## Política interna

### Educación
Carlos Holmes Trujillo fue nombrado como Ministro de Educación de Colombia por el entonces presidente César Gaviria para el periodo 1992 y 1994. Trujillo García fue impulsor del Plan de Apertura Educativa (PAE), con el fin de crear, antes de finalizar el cuatrienio, nuevos cupos escolares para secundaria ante la necesidad de ampliar la cobertura educativa. Ello, buscaba garantizar el acceso de todos los niños a la primaria, que la cobertura de educación secundaria creciera un 25% y la extensión el año preescolar de manera gradual a todos los niños.

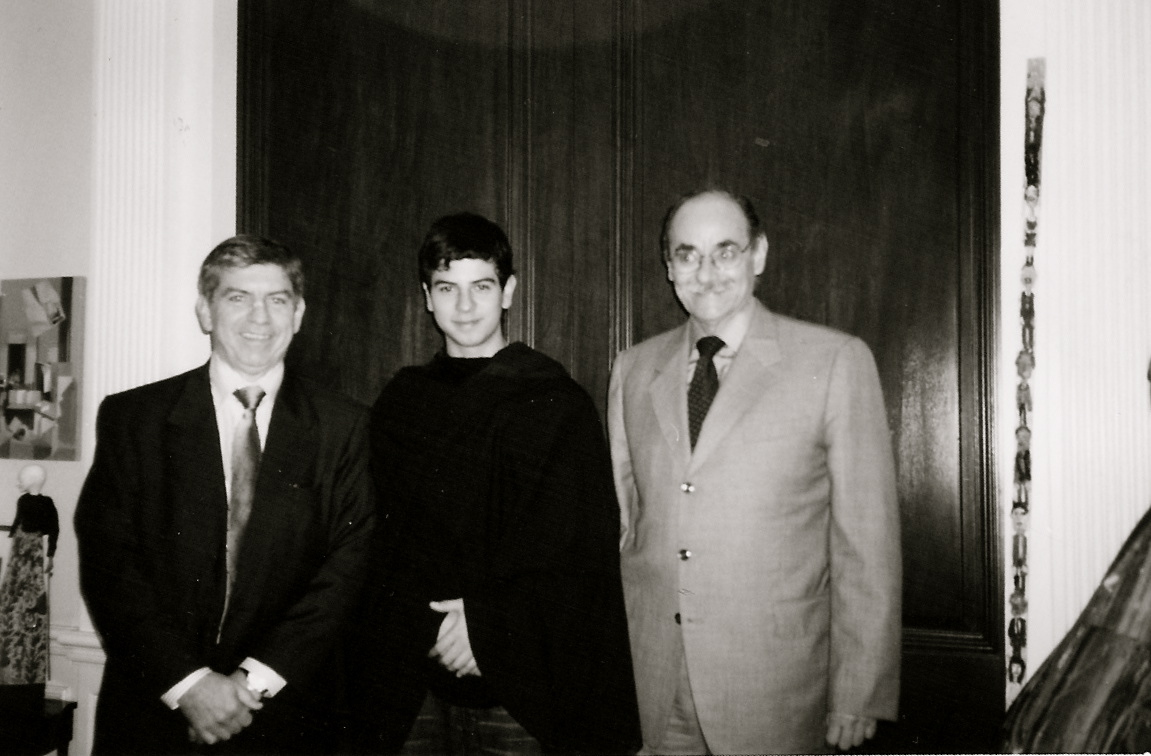
César Gaviria y Horacio Serpa.

Para la Educación Superior, Trujillo García defendió un régimen especial para las universidades públicas, que buscaba fomentar la investigación y establecer los mecanismos financieros para asegurar el ingreso de todas las personas a la educación superior. Además de esto se incorporó del componente tecnológico en el currículo académico con el fin de que el estudiante escolar dominara la informática, la electrónica, la electricidad, la mecánica, los nuevos materiales y la biotecnología.
Durante su gestión se dieron grandes avances en la creación de la Ley General de Educación ya que se promovieron debates con diversos estamentos educativos, científicos y culturales para buscar nuevos criterios que sirvan de base para regir la educación en Colombia. Así mismo, se realizó por primera vez el censo de maestros y funcionarios del sector educativo estableciendo el número de maestros, preparación y ubicación geográfica. El censo fue realizado como un instrumento para a modernizar el sector e ir cerrando los puntos de conflicto con el magisterio ya que permitía disponer de la hoja de vida para cada maestro y funcionario educativo de tal manera que se pudiera suministrar la información necesaria sobre la distribución de personal en las distintas regiones.
Como ministro Trujillo García ejecutó el Plan para dotar de textos, bibliotecas, pupitres y nuevas aulas, a las instituciones públicas del país. Con el Plan de Universalización de la Educación Básica Primaria habría 600.000 nuevos cupos y 9.500 escuelas más. Cuatro millones de estudiantes fueron los beneficiados con textos gratuitos y de nuevos pupitres y bibliotecas, que se distribuyeron en 38.500 planteles. También se repararon aulas escolares y se estableció un apoyo financiero para la contratación y permanencia de los docentes en el área rural y zonas de difícil acceso y financiamiento de investigaciones educativas. Dentro del Plan se incluyó destinar 190 millones de pesos para la elaboración de 80.000 cartillas para la enseñanza de la Constitución Nacional y un libro sobre el Quinto Centenario. Durante su ministerio, se inició la creación del año cero en las escuelas públicas del país. Para que los niños entre los cinco y siete años tuviesen un año para prepararse a la vida escolar, que vendría a concentrar el pre kínder y el kínder. Trujillo García consideró impulsar en los maestros, incluso en los de provincia, los cinco años de carrera universitaria, con el fin de desarrollar el mandato de profesionalización y dignificación de la actividad docente, para mejorar la calidad de la educación.
Así mismo, los rectores universitarios resaltaron la creación del sistema de acreditación y el de información, en donde las instituciones deben presentar exámenes para garantizar que cumplen los requisitos de calidad y que realizan sus propósitos y objetivos. Holmes buscó la concertación con los sectores religiosos al prevalecer la educación religiosa en los colegios y las instituciones privadas. En su momento Fecode resaltó el compromiso del Ministro Carlos Trujillo de reubicar a 700 educadores amenazados, así como convertir a los maestros de hora cátedra, pagados por la Nación, en maestros de tiempo completo.
Promovió el desmonte del cobro del IVA a más de doce mil establecimientos de educación no formal, se trata de institutos y centros de enseñanza que no expiden diplomas, pero capacitan a la gente en muchos oficios, como floristería, carpintería, mecánica, electrónica, y demás; Trujillo García junto con el ministro de Hacienda, Rudolf Hommes, llegaron a un acuerdo para expedir un nuevo decreto reglamentario de la Ley 6 de este 1992, sobre reforma tributaria, en el que se precise que ningún tipo de servicio educativo será gravado con el IVA.[cita requerida]

## Economía

### Apertura económica

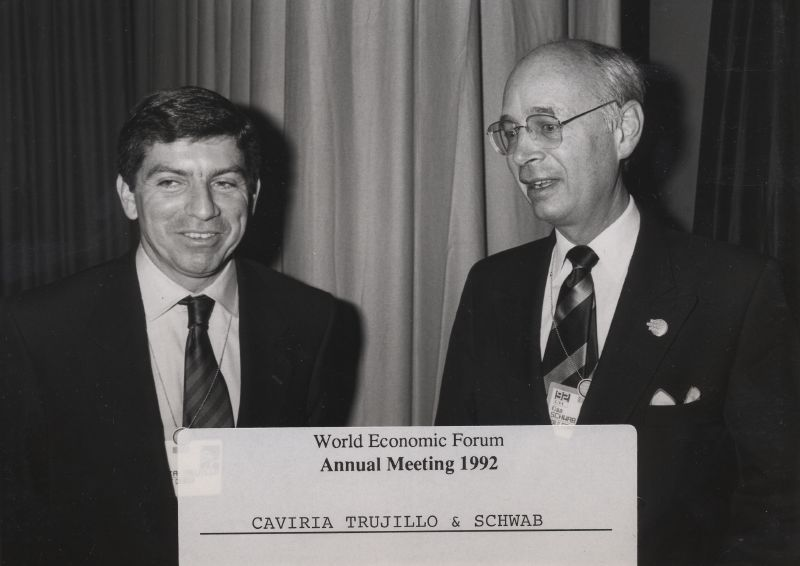
Gaviria Trujillo y Klaus Schwab en el Foro Económico Anual de 1992.

En materia económica, el gobierno de Gaviria es recordado por "La apertura económica" de tinte neoliberal y liderada por su Ministro de Hacienda Rudolf Hommes. Si bien la apertura comenzó gradualmente en el gobierno predecesor, desde los inicios de su gobierno Gaviria aumentó el ritmo de la apertura, con resultados que dieron un vuelco a la historia económica del país; sin embargo, la apertura llevó a la quiebra a varias industrias colombianas y otras del sector público a la privatización, al ser incapaces de competir con las empresas extranjeras, aunque algunas se beneficiaron positivamente. No obstante, la apertura económica acelerada de Gaviria llevó en general al país a un desastre económico y social que, aún en las primeras décadas del siglo XXI, se sigue sintiendo con los posteriores gobiernos y sus políticas económicas neoliberales.
Uno de sus cambios más notables fue el aumento del IVA del 10% al 12% y los bienes de lujo al 45%, siguiendo los pasos de su predecesor Belisario Betancur quien había extendido este impuesto que desde 1963 únicamente se cobraba a manufactura e importaciones ampliando su cobertura ahora al consumidor y minoristas, acercando el impuesto ahora a uno tipo de consumo.
El operativo de privatización de cinco puertos de Colombia causó un gigantesco fraude. Detrás de los testaferros que se lanzan al jugoso negocio, se halla los dirigentes de los dos partidos políticos (el Liberal y el Conservador), responsables políticos como Luis Eduardo Vidas Lacouture o Dávila, las poderosas familias de la costa Caribe (como la de Francisco Villas Cos),  las personas cercanas del poder y las que le deben favores al Presidente.

### Crisis energética
Otros problemas surgidos durante su mandato incluyen la baja en las reservas de agua que, agravadas por un Fenómeno del Niño y la nula atención de la infraestructura energética del país, condujeron a una reducción en la producción de energía hidroeléctrica que se contrarrestó con una serie de apagones programados que duraron más de un año entre 1992 y 1993. Como medida para contrarrestar el apagón, el gobierno decretó el adelanto de la hora oficial colombiana, la cual pasó de UTC −5 a UTC −4 (coincidente con la hora de Venezuela de ese entonces) la medianoche del 2 de mayo de 1992. Gaviria pretendió continuar con esta hora adelantada, conocida informalmente como la Hora Gaviria, pero la oposición de varios sectores llevó al reintegro del huso horario tradicional 9 meses después.

## Seguridad y Conflicto armado interno
Durante su gobierno se llevaron a cabo varias negociaciones con grupos armados y se desmovilizaron el Ejército Popular de Liberación (EPL), así como una fracción del Ejército de Liberación Nacional. (ELN), el Movimiento Indígena Armado "Quintín Lame" y el PRT hechos que contrastan con la suspensión de los diálogos con las FARC-EP (Fuerzas Armadas Revolucionarias de Colombia). En diciembre de 1990 Gaviria, por medio de su Ministro de Defensa Rafael Pardo ordenó la toma de Casa Verde contra las FARC-EP, municipio de La Uribe y continuó a la guerra frontal. El presidente Gaviria descartó la posibilidad de mediación internacional en el conflicto armado colombiano aunque si hubo verificación internacional en los procesos de desmovilización y desarme en el proceso con el EPL, el Movimiento Armado Quintín Lame y la CRS.
Entre los problemas que Gaviria tuvo que enfrentar estuvo el recrudecimiento del narcoterrorismo de Pablo Escobar y los demás integrantes del grupo "Los Extraditables", que culminó con la muerte de Rodríguez Gacha -antes de su asunción como presidente- en enfrentamientos con el ejército y el sometimiento a la justicia de Escobar junto con otros miembros del Cartel de Medellín. Tres semanas después de su posesión como presidente de Colombia, Pablo Escobar secuestró a Diana Turbay junto con cinco periodistas más y luego fueron secuestrados Francisco Santos, Maruja Pachón, Beatriz Villamizar y Marina Montoya. Estos secuestros fueron diseñados para que el presidente anulara el tratado de extradición además de otros beneficios para los narcotraficantes, logrando entonces que el presidente Gaviria lanzara la política de sometimiento a la justicia, que ofreció rebajas de penas y trato preferencial a quienes abandonaran el narcotráfico y se entregaran a las autoridades judiciales, a cambio de no extraditarlos a los Estados Unidos. Como esa política era de difícil aceptación por parte de Estados Unidos, Gaviria aprovechó la presencia de Colombia en el Consejo de Seguridad de las Naciones Unidas y negoció el voto favorable del país a la primera guerra contra Irak en 1991, ordenada por el presidente George Bush, a cambio de la aceptación de Estados Unidos a la política de sometimiento a la justicia y la no extradición.
Se adecuó para su reclusión la finca La Catedral que Escobar mismo había construido acorde a sus necesidades. Hubo crecientes acusaciones de que Escobar continuaba delinquiendo desde dicha prisión llena de lujos, lo cual llevó a que se ordenara el traslado del capo narcotraficante a una prisión militar. Esto originó la huida de Escobar y alguno de sus acompañantes de La Catedral. En esos momentos comenzó una búsqueda en medio de un recrudecimiento de la violencia cuando varios de los antiguos aliados de Escobar fundaron la organización Los PEPES (Perseguidos por Pablo Escobar), una organización ilegal que colaboró con el Bloque de Búsqueda, una unión de varios organismos de las fuerzas del orden de Colombia. Finalmente, en 1993, Escobar fue localizado por medio de la inteligencia electrónica y abatido durante el operativo de su captura.
Durante su gestión se crearon las cooperativas de seguridad privada, llamadas las CONVIVIR.
Las cifras de víctimas del conflicto armado en Colombia subieron en comparación con los años anteriores al periodo del presidente Gaviria. El sicariato, las autodefensas y el paramilitarismo se desarrollaron para contrarrestar la avanzada de las guerrillas, alimentadas por mafias del narcotráfico que venían haciendo alianzas desde mediados de los años 80.